# Córrego Estrelinha
O Córrego Estrelinha é um rio brasileiro que banha o estado de Mato Grosso do Sul.